# SALT–1
Strategic Arms Limitation Talks (magyarul: tárgyalások a hadászati fegyverek korlátozásáról), rövidítve SALT az Amerikai Egyesült Államok és a Szovjetunió között létrejött nemzetközi fegyverzetkorlátozási egyezmény.
A szerződést 1972. május 26-án, Moszkvában írta alá Richard Nixon és Leonyid Brezsnyev, hatályba 1972. október 3-án lépett, határidő nélküli érvényességgel.
A szerződésben a felek vállalták, hogy egyikük sem telepít rakétaelhárító rakéta rendszert (ABM), kivéve egyet-egyet a saját fővárosa és a saját interkontinentális ballisztikus rakétái indítóállásainak 150 kilométeres sugarú körzetében, legfeljebb 100–100 indítóállással és ugyanennyi rakétaelhárító rakétával, korlátozott számú és hatósugarú radarokkal.
Ugyancsak vállalták a felek, hogy az ABM-kísérleti telepeiken maximum 15–15 indítóállást tartanak fenn.
Vállalták, hogy egyikük sem fejleszt ki tengeri, mozgó szárazföldi, világűrbeli vagy légi támaszponttal rendelkező ABM-rendszereket, sem olyan ABM-indítóállásokat, melyekről egynél több rakéta indítható, vagy gyorsan újratölthető.